# Zonenzeiten in Russland
In Russland werden heute wie bereits früher (vor 2010) elf Zonenzeiten als amtliche Zeiten angewendet: UTC+2 bis UTC+12. Eine temporäre Umstellung auf Sommerzeit erfolgt nicht mehr.
Russland erstreckt sich von etwa 20° Ost in östlicher Richtung über den 180. Längengrad bis 170° West. Dem entsprechen ungefähr die elf sich zwischen 22,5° Ost bis 172,5° West erstreckenden, je 15° breiten Zeitzonen, deren Bezugslängengrade 30° Ost, 45° Ost, …, 180° Ost sind. Die dazugehörenden, sich mit ganzen Vielfachen von Stunden untereinander und von der Greenwich Mean Time unterscheidenden Zonenzeiten (UTC+2 bis UTC+12) werden in Russland auch angewendet. Die elf Gebiete bzw. Gebietsgruppen ihrer Gültigkeit passen aber nur ungenügend, oft gar nicht ins gleichmäßige Zeitzonen-Raster. Sie dehnen sich z. T. nicht von Süd nach Nord, sondern von Südwest nach Nordost aus. Es gibt relativ kleine Gebiete mit je einer Zonenzeit am Südrand je eines größeren Gebiets einer anderen Zonenzeit. Eine Zonenzeit wird in drei, eine andere in zwei nicht zusammenhängenden Gebieten angewendet. In den USA mit ebenfalls großer West-Ost-Ausdehnung sind die dort vier Zeitzonen (ohne Alaska und Hawaii) eher als etwa gleich breite, sich zwischen Süd und Nord erstreckende Zeitzonen erkennbar. Dort ist der Gebrauch des Begriffs Zeitzone aussagekräftiger als in Russland.
Zwischen 2010 und 2014 war die Zahl der Zonenzeiten auf neun reduziert. Weggelassen waren UTC+4 und UTC+12. Zudem wurde ab 2011 die Sommerzeit durchgängig für rund dreieinhalb Jahre beibehalten. Dadurch hatten sich auch die neun Zonenzeiten auf UTC+3 bis UTC+12 geändert.
Nach anhaltender Kritik aus der Bevölkerung kehrte Russland am 26. Oktober 2014 wieder zur Normalzeit zurück und schaffte die frühere temporäre Umstellung auf Sommerzeit ab. Zudem wurde die Zahl der Zonenzeiten wieder auf elf erhöht. Da die meisten Gebiete in Russland mit eigener Zonenzeit aufgrund der Dekretzeit dem Sonnenstand ohnehin um eine Stunde vorauseilen, hat man beispielsweise in den Großstädten (von West nach Ost) Sankt Petersburg, Jekaterinburg, Omsk, Irkutsk, Wladiwostok und Petropawlowsk-Kamtschatski ganzjährig ähnliche Verhältnisse wie in mitteleuropäischen Großstädten während der Sommerzeit (z. B. Köln, Berlin, Zürich und Wien).
Im russischen Eisenbahnverkehr standen die Uhren bis Ende Juli 2018 auf den Bahnhöfen im ganzen Land generell auf Moskauer Zeit, seit 1. August 2018 wird jedoch die jeweilige Lokalzeit verwendet; auf Flughäfen war dies schon zuvor der Fall.

## Gebiets-Zuordnung der Zonenzeiten seit 2020
Am 27. Dezember 2020 wechselte die Oblast Wolgograd zurück zur Moskauer Zeit (UTC+3).
Die Gebietszuordnung aller elf Zonenzeiten ist seitdem wieder die folgende:
|  | Name                 | Abkürzung | Unterschied zur UTC | zugeordnete Gebiete |
|  | -------------------- | --------- | ------------------- | --- |
|  | Kaliningrader Zeit   | USZ1      | UTC+2               | Oblast Kaliningrad |
|  | Moskauer Zeit        | MSK       | UTC+3               | Größter Teil des europäischen Russland (Föderationskreise Zentralrussland und Nordkaukasus vollständig, Nordwestrussland und Südrussland zum größten Teil sowie Wolga teilweise); außerdem die 2014 und 2022 völkerrechtswidrig annektierten ukrainischen Gebiete |
|  | Samaraer Zeit        | SAMT      | UTC+4               | Föderationskreis Wolga: Oblast Samara, Oblast Saratow, Udmurtien, Oblast Uljanowsk; Föderationskreis Südrussland: Oblast Astrachan |
|  | Jekaterinburger Zeit | YEKT      | UTC+5               | Föderationskreis Wolga: Baschkortostan, Region Perm, Oblast Orenburg; Föderationskreis Ural (vollständig): Oblast Tscheljabinsk, Oblast Kurgan, Oblast Swerdlowsk, Oblast Tjumen, Autonomer Kreis der Chanten und Mansen/Jugra, Autonomer Kreis der Jamal-Nenzen  |
|  | Omsker Zeit          | OMST      | UTC+6               | Oblast Omsk |
|  | Krasnojarsker Zeit   | KRAT      | UTC+7               | Region Altai, Republik Altai, Chakassien, Oblast Kemerowo, Region Krasnojarsk, Tuwa, Oblast Tomsk, Oblast Nowosibirsk |
|  | Irkutsker Zeit       | IRKT      | UTC+8               | Burjatien, Oblast Irkutsk |
|  | Jakutsker Zeit       | YAKT      | UTC+9               | Oblast Amur, Region Transbaikalien, Sacha (westlicher Teil) |
|  | Wladiwostoker Zeit   | VLAT      | UTC+10              | Region Chabarowsk, Jüdische Autonome Oblast, Region Primorje, Sacha (mittlerer Teil) |
|  | Srednekolymsker Zeit | SRET      | UTC+11              | Oblast Magadan, Sacha (östlicher Teil), Oblast Sachalin |
|  | Kamtschatka-Zeit     | PETT      | UTC+12              | Region Kamtschatka, Autonomer Kreis der Tschuktschen |

Übersicht über die Zonenzeiten in Russland und auf der annektierten Krim (seit 2020)

Das einzige Subjekt der Russischen Föderation, das mehr als eine Zonenzeit hat, ist die Republik Sacha (Jakutien). Während der größte Teil der Republik Sacha Jakutsker Zeit (UTC+9) hat, ist es bei einigen Ulussen UTC+10 und im östlichsten Teil UTC+11.

## Gebiets-Zuordnung der Zonenzeiten 2018–2020
Am 28. Oktober 2018 wechselte die Oblast Wolgograd von der Moskauer zur Samaraer Zeit (UTC+4).
Die Gebietszuordnung aller elf Zonenzeiten war daraufhin die folgende:

Übersicht über die Zonenzeiten in Russland und auf der annektierten Krim (2018–2020)

|  | Name                 | Abkürzung | Unterschied zur UTC | zugeordnete Gebiete |
|  | -------------------- | --------- | ------------------- | --- |
|  | Kaliningrader Zeit   | USZ1      | UTC+2               | Oblast Kaliningrad |
|  | Moskauer Zeit        | MSK       | UTC+3               | Größter Teil des europäischen Russland (Föderationskreise Zentralrussland und Nordkaukasus vollständig, Nordwestrussland und Südrussland zum größten Teil sowie Wolga teilweise); sowie die seit 2014 annektierte Autonome Republik Krim (Ukraine)               |
|  | Samaraer Zeit        | SAMT      | UTC+4               | Föderationskreis Wolga: Oblast Samara, Oblast Saratow, Udmurtien, Oblast Uljanowsk; Föderationskreis Südrussland: Oblast Astrachan, Oblast Wolgograd |
|  | Jekaterinburger Zeit | YEKT      | UTC+5               | Föderationskreis Wolga: Baschkortostan, Region Perm, Oblast Orenburg; Föderationskreis Ural (vollständig): Oblast Tscheljabinsk, Oblast Kurgan, Oblast Swerdlowsk, Oblast Tjumen, Autonomer Kreis der Chanten und Mansen/Jugra, Autonomer Kreis der Jamal-Nenzen |
|  | Omsker Zeit          | OMST      | UTC+6               | Oblast Omsk |
|  | Krasnojarsker Zeit   | KRAT      | UTC+7               | Region Altai, Republik Altai, Chakassien, Oblast Kemerowo, Region Krasnojarsk, Tuwa, Oblast Tomsk, Oblast Nowosibirsk |
|  | Irkutsker Zeit       | IRKT      | UTC+8               | Burjatien, Oblast Irkutsk |
|  | Jakutsker Zeit       | YAKT      | UTC+9               | Oblast Amur, Region Transbaikalien, Sacha (westlicher Teil) |
|  | Wladiwostoker Zeit   | VLAT      | UTC+10              | Region Chabarowsk, Jüdische Autonome Oblast, Region Primorje, Sacha (mittlerer Teil) |
|  | Srednekolymsker Zeit | SRET      | UTC+11              | Oblast Magadan, Sacha (östlicher Teil), Oblast Sachalin |
|  | Kamtschatka-Zeit     | PETT      | UTC+12              | Region Kamtschatka, Autonomer Kreis der Tschuktschen |

## Gebiets-Zuordnung der Zonenzeiten 2016–2018
Am 27. März 2016 wurde in folgenden Föderationssubjekten die Uhr um eine Stunde vorgestellt und damit das jeweils östlich angrenzende Zeit-Gebiet nach Westen ausgedehnt:
- Oblast Astrachan
- Oblast Uljanowsk
- Region Altai
- Republik Altai
- Region Transbaikalien
- Oblast Sachalin (bis auf den Stadtkreis Sewero-Kurilsk, der bereits die um eine Stunde frühere Zeit UTC+11 hatte)

Am 24. April 2016 wurde die Oblast Magadan dem östlich anschließenden Zeit-Gebiet mit UTC+11 zugefügt.
Am 29. Mai 2016 wurde die Oblast Tomsk und am 24. Juli 2016 die Oblast Nowosibirsk dem östlich anschließenden Zeit-Gebiet mit UTC+7 zugefügt.
Am 4. Dezember 2016 wurde die Oblast Saratow dem östlich anschließenden Zeit-Gebiet mit UTC+4 zugefügt.
Die Gebietszuordnung aller elf Zonenzeiten war daraufhin identisch mit derjenigen ab 2020.

## Gebiets-Zuordnung der Zonenzeiten 2014–2016
Nachdem die ganzjährige Sommerzeit am 26. Oktober 2014 durch einmalige Rückstellung der Uhren wieder abgeschafft wurde und einige Föderationssubjekte die Zeitzone gewechselt hatten, bestand folgende Zuordnung der elf Zonenzeiten:
|  | Name                 | Abkürzung | Unterschied zur UTC | zugeordnete Gebiete |
|  | -------------------- | --------- | ------------------- | --- |
|  | Kaliningrader Zeit   | USZ1      | UTC+2               | Oblast Kaliningrad |
|  | Moskauer Zeit        | MSK       | UTC+3               | Größter Teil des europäischen Russland (Föderationskreise Zentralrussland, Nordkaukasus und Südrussland vollständig, Nordwestrussland und Wolga zum größten Teil); sowie die seit 2014 annektierte Autonome Republik Krim (Ukraine)                              |
|  | Samaraer Zeit        | SAMT      | UTC+4               | Föderationskreis Wolga: Oblast Samara, Udmurtien |
|  | Jekaterinburger Zeit | YEKT      | UTC+5               | Föderationskreis Wolga: Baschkortostan, Region Perm, Oblast Orenburg; Föderationskreis Ural (vollständig): Oblast Tscheljabinsk, Oblast Kurgan, Oblast Swerdlowsk, Oblast Tjumen, Autonomer Kreis der Chanten und Mansen/Jugra, Autonomer Kreis der Jamal-Nenzen |
|  | Omsker Zeit          | OMST      | UTC+6               | Region Altai, Republik Altai, Oblast Nowosibirsk, Oblast Omsk, Oblast Tomsk |
|  | Krasnojarsker Zeit   | KRAT      | UTC+7               | Chakassien, Oblast Kemerowo, Region Krasnojarsk, Tuwa |
|  | Irkutsker Zeit       | IRKT      | UTC+8               | Burjatien, Oblast Irkutsk, Region Transbaikalien |
|  | Jakutsker Zeit       | YAKT      | UTC+9               | Oblast Amur, Sacha (westlicher Teil) |
|  | Wladiwostoker Zeit   | VLAT      | UTC+10              | Region Chabarowsk, Jüdische Autonome Oblast, Oblast Magadan, Region Primorje, Sacha (mittlerer Teil), Oblast Sachalin (außer nordöstliche Kurilen) |
|  | Srednekolymsker Zeit | SRET      | UTC+11              | Sacha (östlicher Teil), Oblast Sachalin (nur nordöstliche Kurilen) |
|  | Kamtschatka-Zeit     | PETT      | UTC+12              | Region Kamtschatka, Autonomer Kreis der Tschuktschen |

Übersicht über die Zonenzeiten in Russland und auf der annektierten Krim (Oktober 2014 bis März 2016)

Die einzigen Subjekte der Russischen Föderation, die mehr als eine Zonenzeit hatten, waren die Republik Sacha (Jakutien) und die Oblast Sachalin. Während der größte Teil der Republik Sacha Jakutsker Zeit (UTC+9) hatte, war es bei einigen Ulussen UTC+10 und im östlichsten Teil UTC+11. Der größte Teil der Oblast Sachalin (die Insel Sachalin und die südwestlichen Kurilen bis Simuschir) hatten UTC+10, nur die nordöstlichen Kurilen ab Ketoi (verwaltungstechnisch zum Stadtkreis Sewero-Kurilsk zusammengefasst) hatten UTC+11.
Am 26. Oktober 2014 kam es neben der allgemeinen Rückstellung um jeweils eine Stunde in allen neun zuvor bestehenden Zeit-Gebieten zu folgenden Änderungen beziehungsweise Ausnahmen:
- Die Oblast Samara und die Republik Udmurtien hatten nicht mehr Moskauer Zeit (jetzt UTC+3), sondern bekamen ihre eigene, die Samaraer Zeit (UTC+4). Die Uhren brauchten nicht zurückgestellt zu werden.
- Die Oblast Kemerowo wechselte von der Omsker Zeit (jetzt UTC+6) zur Krasnojarsker Zeit (jetzt UTC+7). Die Uhren brauchten nicht zurückgestellt zu werden.
- Die Region Transbaikalien wechselte von der Jakutsker Zeit (jetzt UTC+9) zur Irkutsker Zeit (jetzt UTC+8). Die Uhren wurden zwei Stunden zurückgestellt.
- Die Oblast Magadan wechselte von der Magadaner Zeit (jetzt UTC+11; daher jetzt umbenannt in Srednekolymsker Zeit) zur Wladiwostoker Zeit (jetzt UTC+10). Die Uhren wurden zwei Stunden zurückgestellt.
- Die Region Kamtschatka und der Autonome Kreis der Tschuktschen wurden aus dem früheren Magadaner Zeit-Gebiet (jetzt Srednekolymsker Zeit, UTC+11) ausgegliedert und bekamen ihre eigene Zeit, die Kamtschatka-Zeit (UTC+12). Die Uhren brauchten nicht zurückgestellt zu werden.

## Gebiets-Zuordnung der Zonenzeiten 2010–2014
Im November 2009 hatte der russische Präsident Medwedew als Beitrag zur Steigerung der wirtschaftlichen Effizienz eine Reduktion der Zonenzeiten vorgeschlagen. Demzufolge gab es seit dem 28. März 2010 statt elf nur noch neun Zonenzeiten. UTC+4 entfiel. Die einzigen zwei kleinen Gebiete (Samara und Udmurtien) mit dieser Zonenzeit bekamen die benachbarte Moskauer Zeit UTC+3. Ganz im Osten entfiel UTC+12, indem das betroffene Gebiet (Kamtschatka u. a.) mit dem westlich anschließenden UTC+11-Gebiet zusammengeschlossen wurde.
|  | Name                 | Abkürzung | Unterschied zur UTC | zugeordnete Gebiete |
|  | -------------------- | --------- | ------------------- | --- |
|  | Kaliningrader Zeit   | USZ1      | UTC+3               | Oblast Kaliningrad |
|  | Moskauer Zeit        | MSK       | UTC+4               | Größter Teil des europäischen Russland (Föderationskreise Zentralrussland, Nordkaukasus und Südrussland vollständig, Nordwestrussland und Wolga zum größten Teil); sowie ab März 2014 auch die annektierte Autonome Republik Krim (Ukraine)                      |
|  | Jekaterinburger Zeit | YEKT      | UTC+6               | Föderationskreis Wolga: Baschkortostan, Region Perm, Oblast Orenburg; Föderationskreis Ural (vollständig): Oblast Tscheljabinsk, Oblast Kurgan, Oblast Swerdlowsk, Oblast Tjumen, Autonomer Kreis der Chanten und Mansen/Jugra, Autonomer Kreis der Jamal-Nenzen |
|  | Omsker Zeit          | OMST      | UTC+7               | Region Altai, Republik Altai, Oblast Kemerowo, Oblast Nowosibirsk, Oblast Omsk, Oblast Tomsk |
|  | Krasnojarsker Zeit   | KRAT      | UTC+8               | Chakassien, Region Krasnojarsk, Tuwa |
|  | Irkutsker Zeit       | IRKT      | UTC+9               | Burjatien und Oblast Irkutsk |
|  | Jakutsker Zeit       | YAKT      | UTC+10              | Oblast Amur, Sacha (westlicher Teil), Region Transbaikalien |
|  | Wladiwostoker Zeit   | VLAT      | UTC+11              | Jüdische Autonome Oblast, Region Chabarowsk, Region Primorje, Sacha (mittlerer Teil), Oblast Sachalin (außer nordöstliche Kurilen) |
|  | Magadan-Zeit         | MAGT      | UTC+12              | Oblast Magadan, Sacha (östlicher Teil), Oblast Sachalin (nur nordöstliche Kurilen), Region Kamtschatka, Tschukotka |

Übersicht über die Zonenzeiten in Russland und auf der annektierten Krim (März 2010 bis Oktober 2014)

Die in der Spalte „Unterschied zur UTC“ angegebenen Zonenzeiten UTC sind die Sommerzeiten, die von 2011 bis 2014 ganzjährig angewendet wurden. Man hatte zuvor im Winter 2010/2011 nochmal auf Normalzeit zurückgestellt.
Die einzigen Subjekte der Russischen Föderation, die mehr als eine Zonenzeit hatten, waren die Republik Sacha (Jakutien) und die Oblast Sachalin. Während der größte Teil der Republik Sacha Jakutsker Zeit (UTC+10) hatte, war es bei einigen Ulussen UTC+11 und im östlichsten Teil UTC+12. Der größte Teil der Oblast Sachalin (die Insel Sachalin und die südwestlichen Kurilen bis Simuschir) gehörten zu UTC+11, nur die nordöstlichen Kurilen ab Ketoi (verwaltungstechnisch zum Stadtkreis Sewero-Kurilsk zusammengefasst) hatten UTC+12.

## Gebiets-Zuordnung der Zonenzeiten 2002–2010

Zonenzeiten in Russland von 2002 bis 2010
UTC+4 Samara-Zeit
UTC+12 Kamtschatka-Zeit

Ganz im Osten gab es früher die Zonenzeit UTC+13, die 1982 abgeschafft wurde, indem das betroffene Gebiet UTC+12 erhielt.
Die folgenden beiden Zonenzeiten wurden 2010 abgeschafft:
| Name             | Abkürzungen (Standard/Sommer) | Unterschied zur UTC | zugeordnete Gebiete               |
| ---------------- | ----------------------------- | ------------------- | --------------------------------- |
| Samara-Zeit      | SAMT/SAMST                    | UTC+4               | Oblast Samara und Udmurtien       |
| Kamtschatka-Zeit | PETT/PETST                    | UTC+12              | Region Kamtschatka und Tschukotka |

## Sommerzeit
Die Sommerzeit wurde in Russland erstmals am 14. Juli 1917 per Dekret der russischen provisorischen Regierung eingeführt. Schon am 4. Januar 1918 wurde die Sommerzeitregelung per Dekret des Rats der Volkskommissare wieder aufgehoben, um sie am 16. Juni 1930 wieder einzuführen. Da sie in der Folgezeit aber im Winter beibehalten wurde, handelte es sich um die Veränderung der amtlichen Uhrzeit auf die jeweils eine Stunde frühere Zonenzeit. Wegen der als unsinnig empfundenen Verschiebung des Sonnenzenits in den Nachmittag nannte man das Ergebnis auch die Dekretzeit.
Ab 1981 wurde – jetzt von der Dekretzeit ausgehend – erneut die Sommerzeit eingeführt, wodurch der Sonnenzenit im Sommer noch weiter in den Nachmittag hinein verschoben wurde. Zwischen 2011 und 2014 war die Sommerzeit Ganzjahreszeit, wodurch die besonders weite Verschiebung des Sonnenzenits in den Nachmittag hinein auch ganzjährig stattfand. Bis Mitte 1984 begann die Sommerzeit am 1. April und endete am 1. Oktober. Danach übernahm die Sowjetunion die europäische Regelung über Beginn und Ende der Sommerzeit (Vorverstellung der Uhren jedoch immer um 02:00 Uhr Zonenzeit, Rückstellung immer um 03:00 Uhr Zonenzeit). Im übrigen Europa hingegen geschah und geschieht dies einheitlich um 01:00 Uhr UTC.
Seit Oktober 2014 gilt in Russland anstatt der Sommer- wieder ganzjährig die Normalzeit.